# وقایع‌نگاری یک مرگ ازپیش‌اعلام‌شده
وقایع‌نگاری یک مرگ  ازپیش‌اعلام‌شده (به اسپانیایی: Crónica de una muerte anunciada) داستانی از گابریل گارسیا مارکز است. این اثر را لیلی گلستان با عنوانِ «گزارش یک مرگ» از زبانِ فرانسه به فارسی ترجمه کرده‌است.
مارکز در این داستان به روابط سنتی و ناموس‌پرستی اهالی آمریکای لاتین می‌پردازد. کتاب برای نخستین‌بار در سال ۱۹۸۱ به چاپ رسید.
وقایع‌نگاری یک مرگ از پیش اعلام شده روایتی روزنامه‌نگارانه است از کشته شدن جوانی به نام سانتیاگو ناصر به دست دو برادر؛ مرگی که بعد از گذشت بیش از بیست سال هنوز دست از سر شاهدانش برنداشته، مرگی از پیش اعلام شده که همه از آن خبر داشتند.

## چکیده داستان
در یک روستای کوچک در نزدیکی دریای کاراییب و در یک منطقه دور افتاده در کلمبیا بایاردو سان رومان ثروتمند و تازه‌وارد، با آنخِلا بیکاریو ازدواج می‌کند و پس‌از جشن، تازه عروس و داماد به خانه جدیدشان می‌روند. در شب زفاف بایارد متوجه می‌شود که نو عروس او باکره نبوده بعد از آنکه داماد از این موضوع آگاه می‌شود به همراه همسرش به خانه پدری او می‌روند و جریان را به اطلاع آن‌ها می‌رساند. آنخلا، گناهکار را جوانی به نام سانتیاگو ناصر معرفی می‌کند که از همسایه‌های خانواده بیکاریو در روستا می‌باشد.
برادرهای انخلا پدرو و پابلو آماده دفاع از آبروی خانواده می‌شوند. آن‌ها به اکثر اهالی روستا اعلام می‌کنند (برای رهایی از این شرمندگی) به‌طور یقین سانتیاگو را خواهند کشت؛ ولی در آن لحظه هیچ‌کس اقدام مؤثری برای جلوگیری از کشتن سانتیاگو انجام نمی‌دهد چون بسیاری از روستاییان حرفهای برادران بیکاریو را جدی نگرفتند و عده‌ای هم خیال می‌کردند که سانتیاگو در جریان موضوع است به هر حال دو برادر به سمت خانه سانتیاگو می‌روند و او را در کنار در ورودی خانه خودش با چاقو به قتل می‌رسانند در جلوی مردمی که فقط نظاره گر ماجرا بودند یا نخواستند کاری کنند یا نتوانستند جلوگیری کنند. از این فاجعه ۲۷ سال می‌گذرد که بهترین دوست سانتیاگو که در جریان ماجرا بود به تشریح واقعه می‌پردازد.